# مايكل دوبرويل
مايكل دوبرويل Michael Dubruiel (16 نوفمبر 1958 - 3 فبراير 2009 ) كاتب ومؤلف كتب مسيحية كاثوليكي روماني.
وُلِد في كين بولاية نيو هامبشاير، وخدم لمدة أربع سنوات في الجيش الأمريكي قبل أن يحصل على درجة البكالوريوس في الفلسفة من كلية سانت مينراد المغلقة حاليًا، ودرجة الماجستير في الروحانية المسيحية من جامعة كريتون. أصبح دوبروييل مدونًا كاثوليكيًا مقروئا على نطاق واسع، إلى جانب تأليفه العديد من الكتب. 
من الأعمال التي كتبها دوبرويل ما يلي: 
- كيفية الحصول على أقصى استفادة من القربان المقدس
- كتاب كيفية القداس
- قوة الصليب [4]
- الصلاة في حضرة ربنا مع فولتون ج. شين
- صلاة المسبحة الوردية
- دليل الجيب للاعتراف
- طريق الصليب الكتابي للبابا يوحنا بولس

## روابط خارجية
- الموقع الرسمي لمايكل دوبرويل